# Henry Rawlinson, 1. Baron Rawlinson

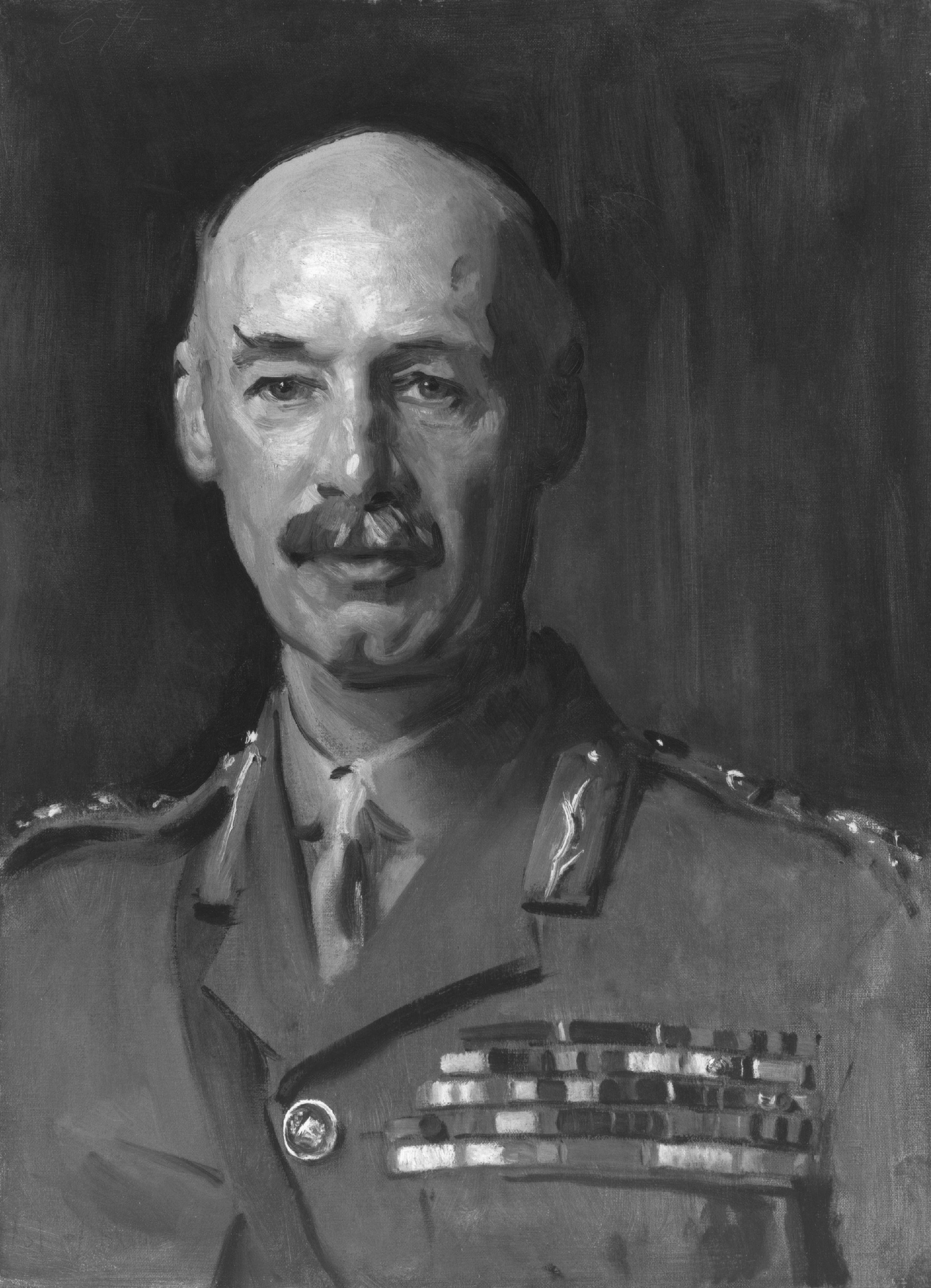
Henry Rawlinson, 1. Baron Rawlinson. Porträtstudie von John Singer Sargent für General Officers of World War I.

Henry Seymour Rawlinson, 1. Baron Rawlinson GCB, GCSI, GCVO, KCMG (* 20. Februar 1864 in Trent Manor, Dorset; † 28. März 1925 in Delhi) war ein britischer General im Ersten Weltkrieg und Oberbefehlshaber in Indien.

## Leben
Rawlinson wurde als Sohn des Offiziers, Orientalisten und Diplomaten Sir Henry Creswicke Rawlinson, später 1. Baronet, geboren. Nach einer Ausbildung in Eton und Sandhurst trat er 1884 in Indien als Offizier in das King’s Royal Rifle Corps ein. Seine ersten militärischen Erfahrungen sammelte er unter Lord Roberts während eines Aufstandes in Burma 1886–1887.
1889 starb Rawlinsons Mutter und er kehrte nach England zurück, wo er zu den Coldstream Guards überwechselte und bald zum Hauptmann befördert wurde. Während des Vormarsches auf Omdurman 1898 diente er im Stab des Oberbefehlshabers Herbert Kitchener. Im Zweiten Burenkrieg 1899–1902 diente er mit Auszeichnung in einem Feldkommando. 1903 wurde er Kommandant des Staff College.
Nach dem Ausbruch des Ersten Weltkriegs im August 1914 erhielt er als Generalleutnant den Befehl über das britische IV. Korps, mit dem er während der Belagerung von Antwerpen die belgische Armee unterstützen sollte, aber zu spät kam. Rawlinsons Korps war danach an der Ersten Flandernschlacht und verschiedenen kleineren Offensiven im Jahr 1915 beteiligt. Ende 1915 wurde er als Nachfolger von Douglas Haig zum Oberbefehlshaber der 1. Armee ernannt. Im Februar 1916 übernahm er dann die neuaufgestellte 4. Armee, mit der er während der für beide Seiten äußerst verlustreichen Schlacht an der Somme von Juli bis November eine Hauptrolle spielte. Im Januar 1917 wurde er zum General befördert und im weiteren Verlauf mit der Ausarbeitung eines Plans für eine kombinierte See-/Landoperation gegen die belgische Küste beauftragt, die aber nie durchgeführt wurde. Im November dieses Jahres übernahm er anstelle des an die Italienfront versetzten Herbert Plumer den Oberbefehl über die 2. Armee.
Im Februar 1918 wurde Rawlinson zum britischen Repräsentanten beim alliierten „Obersten Kriegsrat“ in Versailles ernannt. Bereits im folgenden Monat übernahm er aber wieder die neuformierte 4. Armee. Diese bildete in der Schlacht bei Amiens im August 1918 die Speerspitze des alliierten Angriffs und läutete damit die schließlich zur Niederlage Deutschlands führende Hunderttageoffensive ein. Anfang September durchbrachen australische Truppen unter Rawlinsons Kommando die deutschen Linien bei Mont St. Quentin in der Nähe von Péronne. Mitte des Monats erreichten sie im Raum Épehy das Vorfeld der deutschen Siegfriedstellung, die im Zuge der Schlacht am Saint-Quentin-Kanal Anfang Oktober ebenfalls durchbrochen werden konnte.

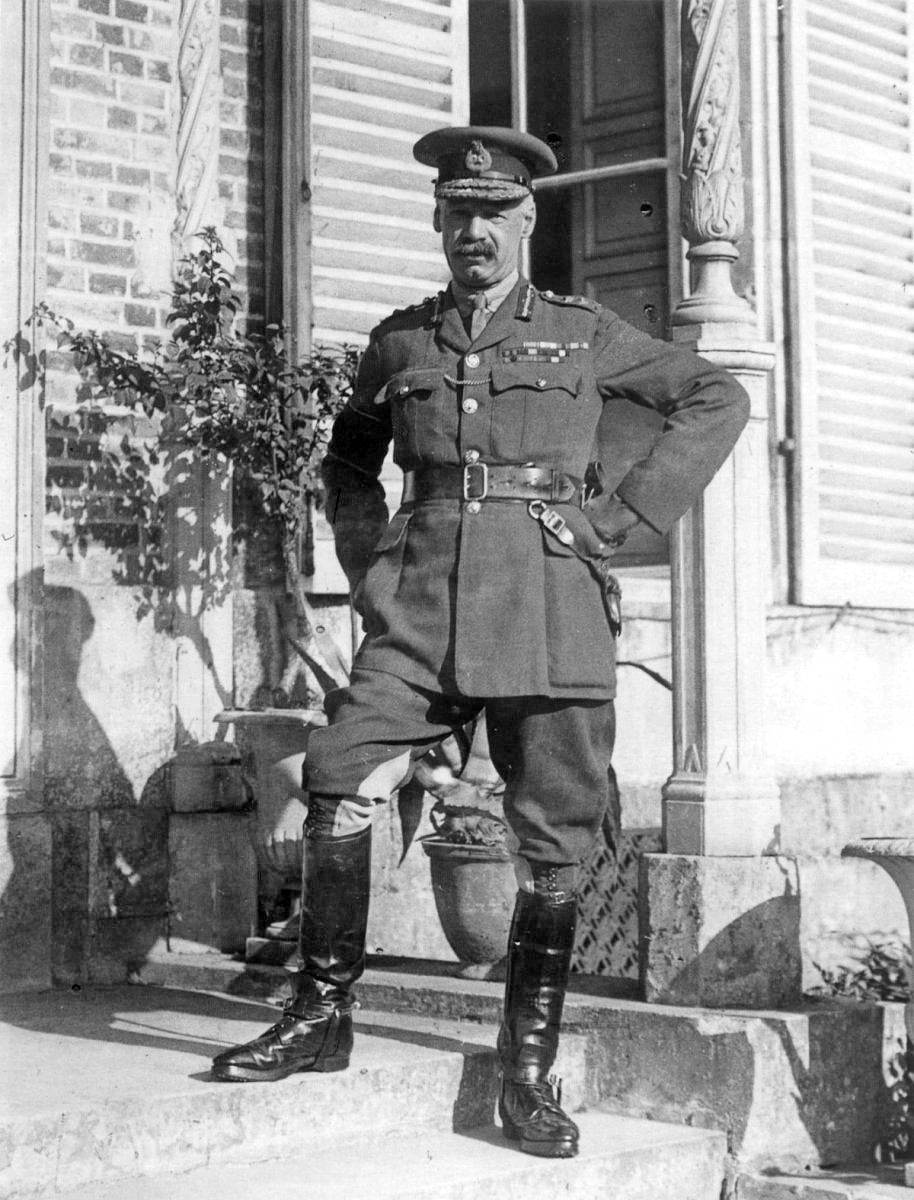
Henry Rawlinson, um 1916

Nach dem Waffenstillstand verabschiedete das britische Parlament eine Dankesnote an Rawlinson. 1919 wurde er als Baron Rawlinson, of Trent in the County of Dorset, in den erblichen Adelsstand der Peerage of the United Kingdom erhoben und als Knight Grand Cross des Bathordens ausgezeichnet. Im November 1919 übernahm er von General Edmund Ironside den Befehl über die britischen Expeditionsstreitkräfte in Nordrussland, um deren Evakuierung zu beaufsichtigen. Er erhielt danach den Befehl über das Aldershot Command und wurde 1920 zum Oberbefehlshaber in Indien ernannt. Letzteren Posten behielt er bis zu seinem Tod 1925.
Rawlinsons jüngerer Bruder Alfred spielte während des Ersten Weltkriegs eine wichtige Rolle als Geheimdienstagent in Persien, Mesopotamien und im Kaukasus.
Rawlinson hatte keinen Sohn, so dass die Baronie bei seinem Tode erlosch. Die Baronetswürde, of North Walsham in the County of Norfolk, die er 1895 beim Tod seines Vaters geerbt hatte, ging auf seinen jüngeren Bruder über.